# Braya glabella var. purpurascens
Variété
Braya glabella var. purpurascens est une variété de plantes à fleurs du genre Braya et de la famille des Brassicaceae.

## Description
Braya glabella var. purpurascens est une petite plante vivace arctique dont les tiges mesurent 1 à 3 cm de hauteur et dont les feuilles glabres mesurent 4 mm de largeur. Elles sont habituellement entières et comprennent rarement une à deux dents sur le bord. Ses fruits sont d'ovales à elliptiques, jusqu'à oblongs et elliptiques mesurant de 0,5 cm à 1 cm de longueur et de 1,5 mm à 3 mm de largeur. Ils sont de 1,5 à 2,7 fois plus longs que larges. 2n=56.

## Habitat et distribution
Cette variété fleurit en juin-juillet sur des sols calcaires et pierreux ou des pentes rocheuses en bord de mer, jusqu'à 1 800 mètres d'altitude. On la rencontre en Alaska, le Nunavut, dans le Groenland, dans le Svalbard, en Nouvelle-Zemble, dans l'Arctique norvégien et l'Arctique sibérien.

## Taxonomie
Synonymes
- Platypetalum purpurascens R.Brown[2]
- Braya arctica Hooker
- Braya purpurascens (R.Brown) Bunge ex Ledeb.
- Braya purpurascens var. dubia (R.Brown) O.E.Schulz
- Platypetalum dubium R.Brown